# رينيه أراندا
رينيه أراندا (بالإنجليزية: Rene Aranda)‏ هي ممثلة أمريكية، ولدت في 6 ديسمبر 1990 في ويتير في الولايات المتحدة.

## وصلات خارجية
- الموقع الرسمي
- رينيه أراندا على موقع IMDb (الإنجليزية)
- رينيه أراندا على موقع قاعدة بيانات الفيلم (الإنجليزية)